# 44039 de Sahagún
44039 de Sahagún è un asteroide della fascia principale. Scoperto nel 1998, presenta un'orbita caratterizzata da un semiasse maggiore pari a 2,3105766 UA e da un'eccentricità di 0,0703214, inclinata di 2,33308° rispetto all'eclittica.